# Jamagata Sinkanszen

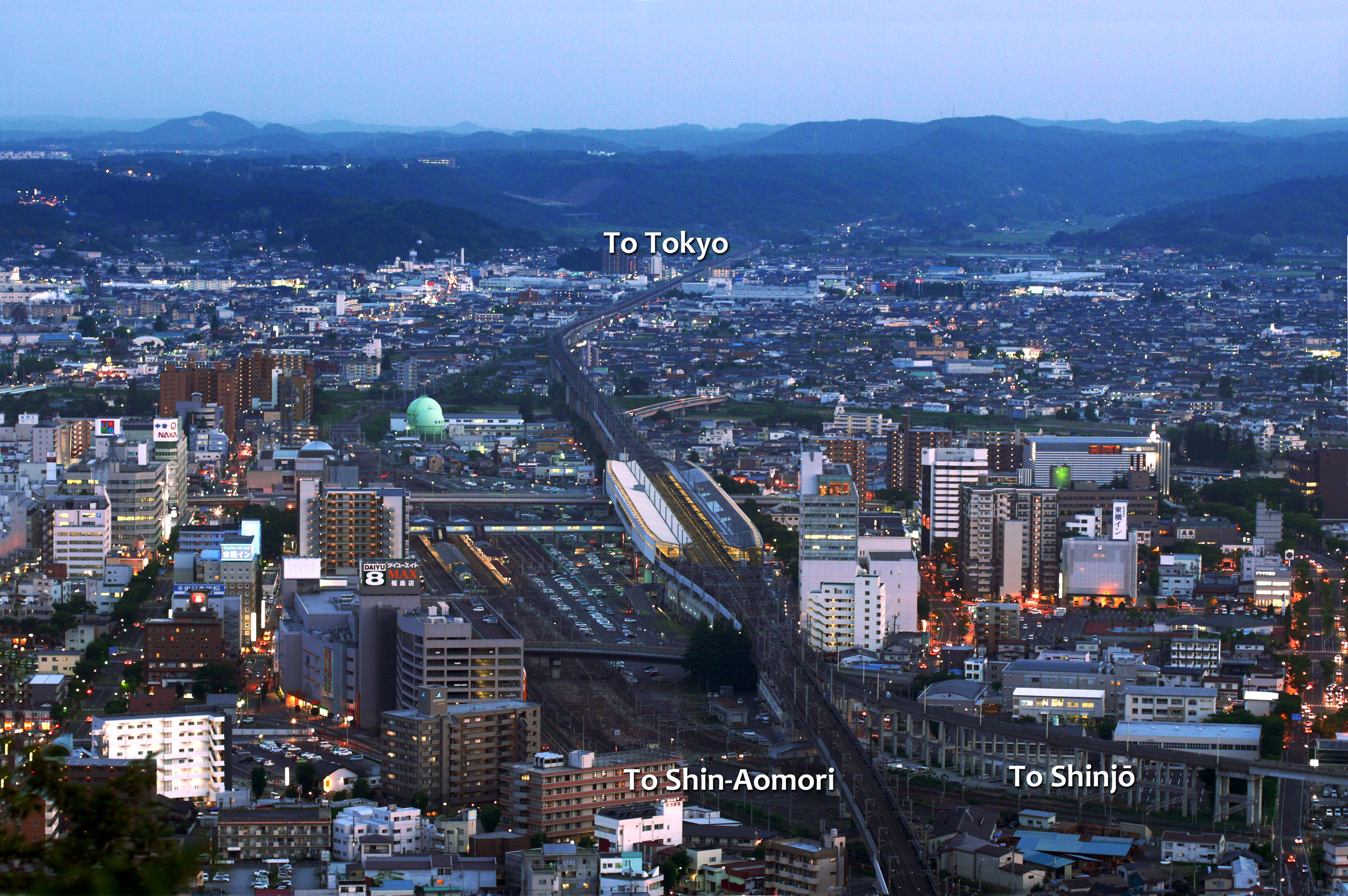
Fukusima állomása: alul a régi, 1067 mm-es állomás, felül pedig az új Sinkanszen állomás

A Jamagata Sinkanszen (japánul: 山形新幹線) a japán Mini-Sinkanszen-hálózat egyik nagysebességű vasútvonala. Tokió és Sindzsó között közlekedik a Tóhoku Sinkanszen és az Óu-fővonal pályáján. A 148,6 km hosszú vonal kétvágányú, 20 kV 50 Hz-cel villamosított. 1992 július 1-jén indult meg a forgalom a vonalon, mely az első Mini-Sinkanszen volt. Attól mini, hogy nem egy teljesen új építésű, önálló nagysebességű nyomvonalon vezet, hanem egy hagyományos 1067 mmes nyom,távolságú japán vasútvonal lett átépítve normál nyomtávúra.

## Története
1982. június 24-én nyílt meg a második Sinkanszen-vonal, a Tóhoku Sinkanszen, mely Tokióból északra vezet.
Az 1987-es vasútreform során a japánok átgondolták, hogy tényleg mindenhova önálló nagysebességű vonalakat kell-e építeniük, vagy vannak esetleg hatékonyabb megoldások is a távolabbi régiók bekötésére. A nagysebességű sinkanszen vonalak ugyanis nem átjárhatóak az ország vasúthálózatával, mert különbözik pl. a nyomtávuk (a hagyományos vonalak 1067, a shinkansen vonalak 1435 mm szélesek), és emiatt az utasok csak átszállással vehetik igénybe a sinkanszen szolgáltatást.
A Tóhoku-Shinkansen megnyitása előtt Tokióból Fukushimán és Jamagatán át közvetlen gyorsvonatok jártak Akitába, a kanyargós Ou-fővonalon keresztül. Amikor a nagysebességű Tóhoku-vonalat átadták, a közvetlen gyorsvonatok megszűntek, Fukushima állomáson át kellett szállni az utasoknak. Ez nem olyan egyszerű dolog, mert a sinkanszen vágányok fenn vannak több emelet magasan a régi állomás felett. Az átszállásra kényszerített térség (jó 10 millió választópolgárról van szó) képviselői követelni kezdték, hogy továbbra is közvetlenül utazhassanak Tokióba. Egész pontosan azt kérték, hogy emiatt épüljön sinkanszen szárnyvonal feléjük.
De egy önálló sinkanszen vonal csak évi többtízmillió utazás esetén tartható fenn, ezért ez a megoldás nem volt reális. Ezért úgy döntöttek, hogy átépítik az itt vezető hagyományos vasútvonalat a sinkanszen által használt normál nyomtávúra (1435 mm-re), és ez esetben tudnak közvetlen vonatok járni. Ehhez meg kellett építeni Fukushima állomáson egy leágazást a magasan vezetett sinkanszen vonalból a hagyományos vonalak felé, szélesíteni az űrszelvényt, és áthidalni számos egyéb műszaki problémát, de végül sikerült mindez.
Elkészült a vonalra tervezett speciális kialakítású Sinkanszen 400-as sorozatú motorvonat is, mely alkalmas volt a hagyományos, teljes kiépítésű sinkanszen pályán is közlekedni (Tokió-Fukushima között), és a takarékosan átépített Ou vonalon is (Fukushima-Jamagata között), melyet át is neveztek rögtön Jamagata-Sinkanszen-nek. (A vonal javarészt Jamagata prefektúrában vezet, és Jamagata város volt sokáig a végállomása is, innen a neve).
A 400-as sorozatú vonatok eleinte 6, majd később 7 kocsiból álltak, ugyanis ennél hosszabb vonatok nem férnének el az átépített állomásokon sem, azonban a vonal Tokióhoz közeli szakaszán a 7 kocsis kialakítás már kevésnek bizonyult. Ezért a Jamagata-Sinkanszen vonatai a Tóhoku Sinkanszen (fő)vonalon a Szendai felől érkező szerelvényekkel összecsatolva közlekednek. Az összecsatolás és szétcsatolás teljesen automatikus, és 1-2 perc alatt üzemszerűen lezajlik.
A vonal amint leágazik Fukushimánál, nekivág egy hágónak, mely nem csak vízválasztó, de időjárás-választó is: gyakori jelenség, hogy míg Fukushimában süt a nap, a hágón túli zord erdőkben esik a hó. Jamagata prefektúrába átérve több termálfürdő (onszen) közelében is megáll a vonat, mielőtt a prefektúra székhelyére ér. Innen az 1999-ben átépített szakaszon Sindzsóig lehet továbbutazni, ahonnan már közel van a túlsó tengerpart. De akár Akita felé is lehet utazni az Ou vonalon, egy darabig újra keskeny nyomtávon, hogy aztán Ómagaritól becsatlakozzon az Akita mini-sinkanszen, és ezáltal a keskeny és a normál vágányok egymás mellett fussanak, egy rövid szakaszon akár egymásba fonódva is.
A normál nyomtávra való átépítés remek ötletnek bizonyult, mely által olcsón lehetett eljuttatni a sinkanszen szolgáltatást olyan térségekbe is, ahova önálló nagysebességű vonal nem lenne életképes. Pár évvel később Akita felé is épült ugyanilyen elven mini sinkanszen vonal, mely Morioka-nál ágazik ki a Tóhoku-Sinkanszenből.

## Állomások
A megállóhelyek Fukusimáig megegyeznek a Tóhoku Sinkanszen állomásaival.